# Петропавловська (Чечня)
Петропавловська (рос. Петропавловская) — станиця у Грозненському районі Чечні Російської Федерації.
Населення становить 4881 особу (2019). Входить до складу муніципального утворення Петропавловське сільське поселення.

## Історія
Згідно із законом від 20 лютого 2009 року органом місцевого самоврядування є Петропавловське сільське поселення.

## Населення
| 1990  | 2002  | 2010  | 2012  | 2013  | 2014  | 2015  |
| ----- | ----- | ----- | ----- | ----- | ----- | ----- |
| 3226  | ↗3678 | ↗4303 | ↗4346 | ↘4336 | ↗4418 | ↗4516 |
| 2016  | 2017  | 2018  | 2019  |       |       |       |
| ↗4641 | ↗4739 | ↗4804 | ↗4881 |       |       |       |